# Reflexväst

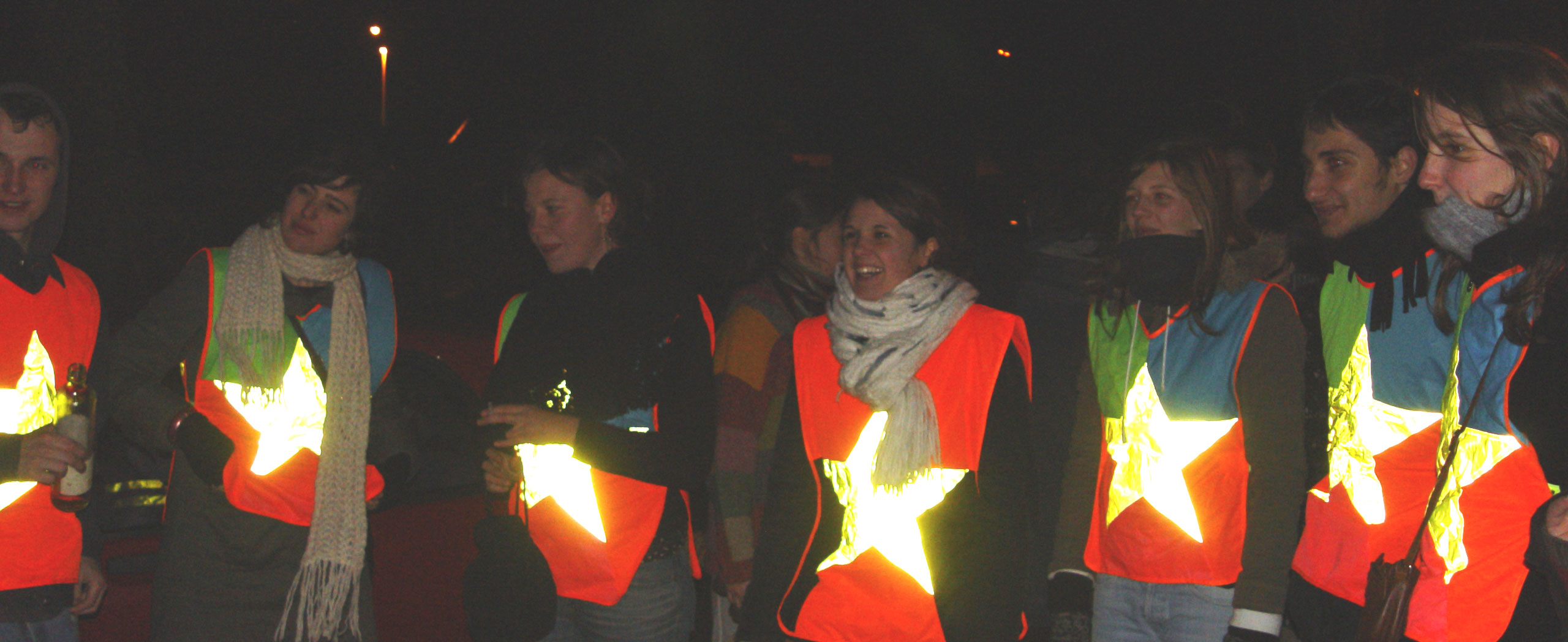
Reflexvästar med stjärnformade reflexer.

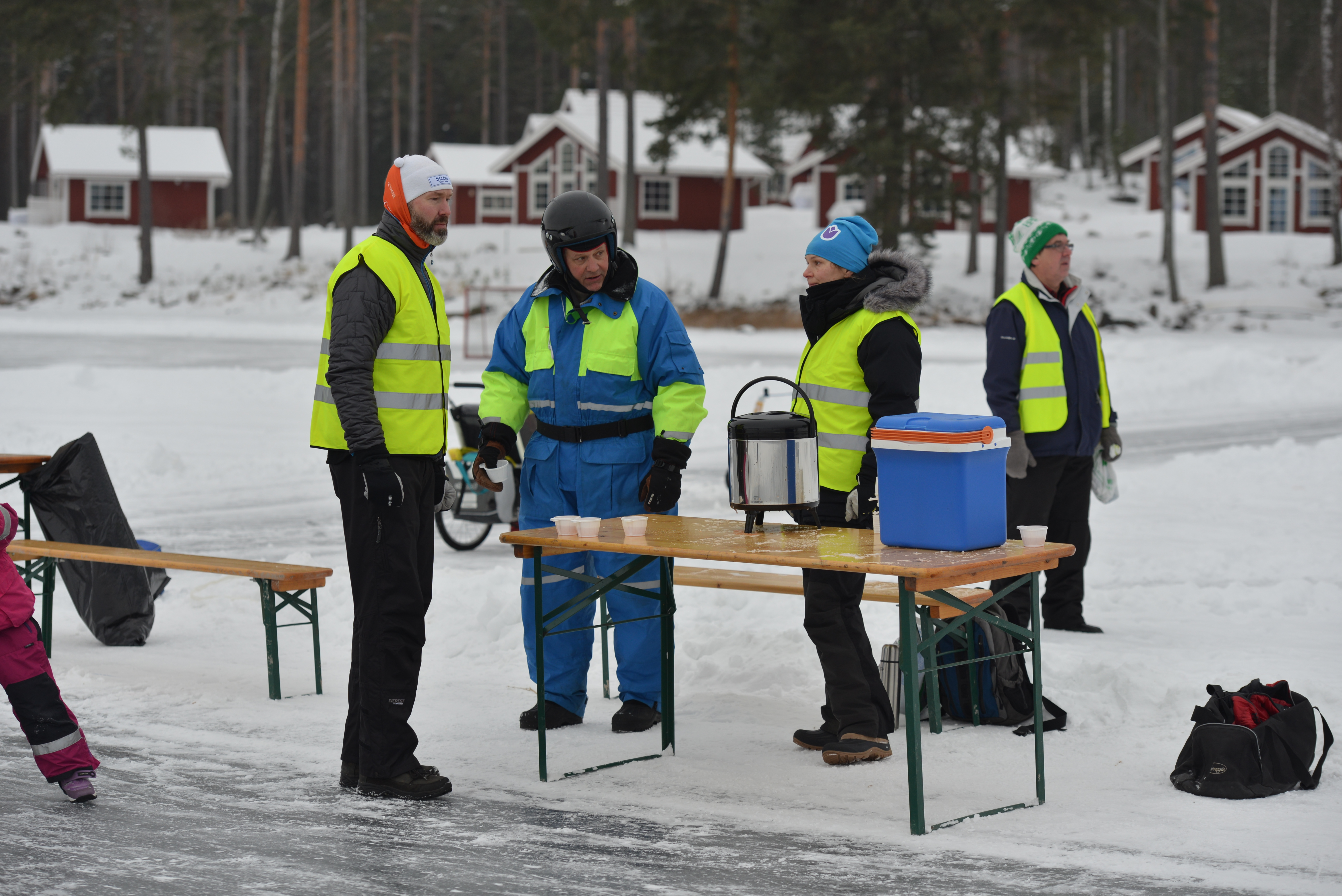
Funktionärer på SM i långfärdsskridskor 2013 med reflexvästar på sig.

Reflexväst är en väst med inbyggda reflexband och bärs utanpå jacka eller andra överdelsplagg då det är mörkt ute eller då man vistas i farlig miljö och har behov av att synas. Reflexvästar tillverkas i fluorescerande färger. 
Nationalföreningen för trafiksäkerhetens främjande (NTF) anser att gående bör använda reflexväst samt att den kompletteras med reflexband kring armar och ben. 